# Loxothylacus strandi
Loxothylacus strandi is een krabbezakjessoort uit de familie van de Sacculinidae. De wetenschappelijke naam van de soort is voor het eerst geldig gepubliceerd in 1936 door Boschma.